# Grad Turn pri Velenju
Grad Turn pri Velenju (nemško (Turn im Schalckthall, Turris) je razpadajoča stavba, ki leži na položnem hribu Hrastovec pri Velenjskem jezeru v občini Velenje.

## Zgodovina
Grad Turn pri Velenju so pozidali gospodje Kunšperški v začetku 13. stoletja, upravljali pa njihovi vitezi. Leta 1207 je omenjen vitez Richero de Turre, leta 1250 kunšperški vitezi Engelbert, Gundakar in Oton, leta 1255 Rudolf, leta 1257 Gundakar in leta 1278 Leopold. Turnski so grad pridobili v delno last in leta 1296 sta Gundakar in njegova žena Doroteja prodala svoj delež grofom Vovbrškim, ki je bil delno njun, delno pa oglejski in vovbrški zajem. Vovbržani so si kmalu pridobili tudi drugo polovico gradu, na grad pa so naselili svojo rodbino, ki se je tudi imenovala po Turnu, ločimo jih lahko po drugačnem grbu. Ko so Vovbrški leta 1322 izumrli, so grad in gospoščino  podedovali svobodni Žovneški gospodje in ga podelili v fevd svojim vazalom Turnskim.
Turnski so se dolgo šteli za osebno svobodne in so šele leta 1358 na sodni obravnavi s Celjskimi v Žalcu priznali, da je njihova hiša pripadala Vovbrškim. Leto pozneje je bila izstavljena listina, s katero štirje brati Turnski pričajo, da imajo od grofov Celjskih Turn v zajemu. Leta 1439, za časa vojne med Celjani in Habsburžani, so grad Turn razdejali sami Celjani oziroma njihov vojskovodja Jan Vitovec, a so ga kmalu spet obnovili.
Ko so Celjani leta 1456 izumrli, je postal deželnoknežji, do leta 1510 so bili na njem Turnski, nato od leta 1516 vitezi Heriči. Leta 1635 so grad zavzeli uporni kmetje. Od leta 1732 je bil lastnik baron Johann Jožef Gabelkhoven, ki je bil lastnik  bližnjega Šaleka in je obe gospostvi združil, tako da so bili lastniki od takrat isti na obeh gradovih. Pred drugo svetovno vojno pa je bil lastnik gradu vitez Komersinsky. Grad, kjub velikokratnim dodelavam, sodi med redke ohranjene srednjeveške grajske stavbe na Slovenskem. Sedaj so v razpadajočem gradu stanovanja.